# Grupa 220
A Grupa 220 egy horvát rockegyüttes.

## Története
1966-ban alakultak két együttes, az Ehosi és a Jutarnje Zvijezde (Reggeli Csillagok) összeolvadásával. Még az év decemberében rögzítették első dalukat, az Osmijeh-t, amiből azonnal sláger lett. 1968-ban a Zagráb és a Split fesztiválon is indultak, valamint megjelent első nagylemezük Naši dani (Napjaink) címmel. A Marmelade, a Status Quo és Mungo Jerry előzenekaraként is játszottak. 1971-ben Drago Mlinarec kilépett az együttesből, ami végül 1975-ben feloszlott.

## Tagok
- Drago Mlinarec - harmonika, gitár, vokál (1966-1971)
- Vojko Sabolović - gitár, vokál (1966-1969)
- Vojislav Mišo Tatalović - basszus (1966-1971)
- Ranko Balen - dob (1966-1970)
- Branimir Živković - orgona, furulya (1968-1969, 1971)
- Davor Sćern - orgona (1969-1970)
- Darko Šonc - gitár (1970-1971)
- Hrvoje Marjanović - billentyűsök, vokál (1970-1971)
- Rade Begović - dob (1970-1971)
- Duško Žurić - zongora, ritmusgitár (1971)
- Nenad Zubak - basszus (1971-től)
- Ivan Piko Stančić - dob (1971-től)
- Husein Hasanefendić Hus - gitár, vokál (1971-től)
- Jurica Pađen - gitár, vokál (1974-től)
- Aki Rahimovski - vokál (1975)

## Lemezeik

### Nagylemezek
- Naši dani (Jugoton, 1968)
- Slike (Suzy, 1975)
- 1967/68 originali (Jugoton, 1987)

### Kislemezek
- Osmijeh / Uvijek kad ostanem sam / Grad / Večer na robleku (EP, Jugoton, 1967)
- Kad bih bio Petar Pan /Sreća / Ljubav je kao cvijet / Dobro došla draga / To već i vrabci fuckaju (EP, Jugoton, 1967)
- Prolazi jesen / Plavi svijet (Jugoton, 1968)
- Prva ljubav / Povratak (Jugoton, 1971)
- Sivilo perona / Do vidjenja vjestice (Jugoton, 1971)

## Külső hivatkozások
- http://www.discogs.com/artist/Grupa+220
- http://rateyourmusic.com/artist/grupa_220
- Osmijeh c. számuk videóklipje